# フライシュタット郡

フライシュタット郡
Bezirk Freistadt

フライシュタット郡（フライシュタットぐん、独: Bezirk Freistadt）は、オーストリアのオーバーエスターライヒ州にある郡（Bezirk; 行政管区とも訳される）。郡庁所在地はフライシュタット。
オーバーエスターライヒ州の北東部に位置し、ミュール地方（Mühlviertel; ミュールフィアテル）に含まれる。西でウーアファール＝ウムゲーブング郡と、南でペルク郡と、東でニーダーエスターライヒ州のツヴェットル郡およびグミュント郡と接する。北はチェコ・南ボヘミア州との国境となっている。
フライシュタット郡には以下の27の市町村（Gemeinde; ゲマインデ）がある。そのうちフライシュタットとプレガルテンが市（Stadt）に、17自治体が町（Marktgemeinde; 市場町）に指定されている。
- バート・ツェル Bad Zell （町）
- フライシュタット Freistadt （市）
- グリュンバッハ Grünbach
- グータウ Gutau （町）
- ハーゲンベルク・イム・ミュールクライス Hagenberg im Mühlkreis （町）
- ヒルシュバッハ・イム・ミュールクライス Hirschbach im Mühlkreis
- カルテンベルク Kaltenberg
- ケーファーマルクト Kefermarkt （町）
- ケーニヒスヴィーゼン Königswiesen （町）
- ラスベルク Lasberg （町）
- レオポルトシュラーク Leopoldschlag （町）
- リーベナウ Liebenau （町）
- ノイマルクト・イム・ミュールクライス Neumarkt im Mühlkreis （町）
- ピーアバッハ Pierbach
- プレガルテン Pregarten （市）
- ラインバッハ・イム・ミュールクライス Rainbach im Mühlkreis （町）
- ザントル Sandl
- シェーナウ・イム・ミュールクライス Schönau im Mühlkreis
- ザンクト・レオンハルト・バイ・フライシュタット Sankt Leonhard bei Freistadt （町）
- ザンクト・オスヴァルト・バイ・フライシュタット Sankt Oswald bei Freistadt （町）
- トラークヴァイン Tragwein （町）
- ウンターヴァイセンバハ Unterweißenbach （町）
- ウンターヴァイタースドルフ Unterweitersdorf
- ヴァルトブルク Waldburg
- ヴァルトベルク・オプ・デア・アイスト Wartberg ob der Aist （町）
- ヴァイタースフェルデン Weitersfelden （町）
- ヴィントハーク・バイ・フライシュタット Windhaag bei Freistadt （町）